# Camille Renversade
Camille Renversade, né le 17 août 1983 à Saint-Priest (Rhône), est un artiste illustrateur, sculpteur et scénographe issu de l’École Émile-Cohl de Lyon, spécialisé dans la cryptozoologie.  
En 2010, il conçoit sa première une exposition itinérante intitulée Dragons et chimères, initialement présentée au Muséum d’histoire naturelle de Blois. Il est l'auteur de nombreux ouvrages qu’il conçoit et illustre, en collaboration avec des chercheurs et spécialistes.  

## Ouvrages
- Avec Pierre Dubois, Dragons et chimères : Carnets d'expédition, Paris, Hoëbeke, coll. « Légendaire », 6 novembre 2008, 128 p. (ISBN 978-2-84230-338-9 et 2-84230-338-5, présentation en ligne)
- Avec Lionel Hignard, L'Herbier fantastique, Éditions Plume de carotte.
- Avec  Frédéric Lisak et Jean-Louis Renversade, Monstres marins et autres créatures des eaux sombres, Petite Plume de Carotte (Coll. Le club des  Chasseurs de l’Étrange), Toulouse, 2011,  (ISBN 978-2-3615-4021-0)
- Avec Jean-Baptiste de Panafieu (textes), Créatures fantastiques Deyrolle, recueil d'illustrations imitant les célèbres planches pédagogiques Deyrolle, Petite Plume de Carotte, 2014.
- Cahier central Carnet Imaginaire des voyages de Balthasar de Monconys de l'ouvrage Dans la chambre des merveilles : [exposition, Lyon, Musée des confluences, 19 décembre 2014-26 juillet 2015], Lyon/Paris, Flammarion, 2014, 128 p. (ISBN 978-2-08-134886-8), issu de l'exposition du même nom au Musée des confluences

## Expositions et installations
- Japan Touch - installation immersive Bureau de Scotland Yard - Cabinet de Police Scientifique - 2024
- Muséum National d'Histoire Naturelle - création d'un dodo - 2024
- Château d'Hardelot - exposition Les Mondes de Conan Doyle, à l’Ombre de Sherlock Holmes - 2022
- Musée Océanographique de Monaco - scénographie de l'exposition Homo Aquaticus - 2018
- La Damassine, éco-musée de Monbéliard - exposition Retour d’expéditions des Créatures Mystérieuses - 2017
- Quai des Savoirs Toulouse - installation Laboratoires d’Océanographie Chimérique - 2017
- Quai des Arts de Rumilly - exposition Métamorphoses Deyrolle - 2017
- Muséum d'Histoire Naturelle de Grenoble - exposition Monstrueux, vous trouvez ça normal ? - 2016/2017
- Musée des Confluences de Lyon - reconstitution d’un dodo
- Deyrolle - exposition Histoires Surnaturelles, Créatures Fantastiques - 2014/2015
- Muséum d'Histoire Naturelle de Blois - exposition Dragons et Chimères - 2010

## Prix et distinctions
- prix Imaginales spécial en 2009 pour Dragons et Chimères : Carnet d’expéditions[1].